# Dirka po Španiji 2008
Dirka po Španiji 2008 (špansko Vuelta a España 2008) je 63. izvedba dirke po Španiji, tritedenske moške cestne kolesarske etapne dirke. Začela se je 30. avgusta v Granadi in končala 21. septembra v Madridu. Sodelovalo je 171 kolesarjev iz 19-ih ekip. Rumeno majico je prvič osvojil Alberto Contador, drugo mesto Levi Leipheimer (oba Astana), tretje pa Carlos Sastre (CSC–Saxo Bank). Modro majico je osvojil Greg Van Avermaet (Silence–Lotto), rdečo majico je osvojil David Moncoutié (Cofidis), belo majico pa Alberto Contador.

## Ekipe
UCI ProTeams
- Ag2r-La Mondiale
- Astana
- Bouygues Télécom
- Caisse d'Epargne
- Cofidis
- Crédit Agricole
- Euskaltel-Euskadi
- Française des Jeux
- Gerolsteiner
- Lampre
- Liquigas
- Team Milram
- Quick-Step
- Rabobank
- CSC–Saxo Bank
- Silence–Lotto

UCI Professional Continental teams
- Andalucía–Cajasur
- Tinkoff Credit Systems
- Xacobeo–Galicia

## Etape
| Etapa | Datum         | Štart/Cilj                                         | Razdalja    | Tip                    | Tip                    | Zmagovalec               |             |
| ----- | ------------- | -------------------------------------------------- | ----------- | ---------------------- | ---------------------- | ------------------------ | ----------- |
| 1     | 30. avgust    | Granada                                            | 7,7 km      |                        | ekipni kronometer      | Liquigas                 |             |
| 2     | 31. avgust    | Granada – Jaén                                     | 167,3 km    | Plain stage            | ravninska etapa        | Alejandro Valverde (ESP) |             |
| 3     | 1. september  | Jaén – Córdoba                                     | 168,6 km    | Plain stage            | ravninska etapa        | Tom Boonen (BEL)         |             |
| 4     | 2. september  | Córdoba – Puertollano                              | 170,3 km    | Plain stage            | ravninska etapa        | Daniele Bennati (ITA)    |             |
| 5     | 3. september  | Ciudad Real                                        | 42,5 km     |                        | posamični kronometer   | Levi Leipheimer (USA)    |             |
| 6     | 4. september  | Ciudad Real – Toledo                               | 150,1 km    | Plain stage            | ravninska etapa        | Paolo Bettini (ITA)      |             |
|       | 5. september  | dan počitka                                        | dan počitka | dan počitka            | dan počitka            | dan počitka              | dan počitka |
| 7     | 6. september  | Barbastro – Naturlandia-La Rabassa (Andora)        | 223,2 km    | gorska etapa           | gorska etapa           | Alessandro Ballan (ITA)  |             |
| 8     | 7. september  | Escaldes-Engordany (Andora) – Plá de Beret         | 151 km      | gorska etapa           | gorska etapa           | David Moncoutié (FRA)    |             |
| 9     | 8. september  | Vielha e Mijaran – Sabiñánigo                      | 200,8 km    | hribovito-gorska etapa | hribovito-gorska etapa | Greg Van Avermaet (BEL)  |             |
| 10    | 9. september  | Sabiñánigo – Zaragoza                              | 151,3 km    | Plain stage            | ravninska etapa        | Sébastien Hinault (FRA)  |             |
| 11    | 10. september | Calahorra – Burgos                                 | 178 km      | Plain stage            | ravninska etapa        | Óscar Freire (ESP)       |             |
| 12    | 11. september | Burgos – Suances                                   | 186,4 km    | hribovito-gorska etapa | hribovito-gorska etapa | Paolo Bettini (ITA)      |             |
|       | 12. september | dan počitka                                        | dan počitka | dan počitka            | dan počitka            | dan počitka              | dan počitka |
| 13    | 13. september | San Vicente de la Barquera – Alto de El Angliru    | 209,5 km    | gorska etapa           | gorska etapa           | Alberto Contador (ESP)   |             |
| 14    | 14. september | Oviedo – Fuentes de Invierno                       | 158,4 km    | gorska etapa           | gorska etapa           | Alberto Contador (ESP)   |             |
| 15    | 15. september | Cudillero – Ponferrada                             | 202 km      | gorska etapa           | gorska etapa           | David García (ESP)       |             |
| 16    | 16. september | Ponferrada – Zamora                                | 186,3 km    | Plain stage            | ravninska etapa        | Tom Boonen (BEL)         |             |
| 17    | 17. september | Zamora – Valladolid                                | 148,2 km    | Plain stage            | ravninska etapa        | Wouter Weylandt (BEL)    |             |
| 18    | 18. september | Valladolid – Las Rozas                             | 167,4 km    | Plain stage            | ravninska etapa        | Imanol Erviti (ESP)      |             |
| 19    | 19. september | Las Rozas – Segovia                                | 145,5 km    | gorska etapa           | gorska etapa           | David Arroyo (ESP)       |             |
| 20    | 20. september | La Granja de San Ildefonso – Puerto de Navacerrada | 17,1 km     |                        | gorski kronometer      | Levi Leipheimer (USA)    |             |
| 21    | 21. september | San Sebastián de los Reyes – Madrid                | 102,2 km    | Plain stage            | ravninska etapa        | Matti Breschel (DEN)     |             |
|       | Skupaj        | Skupaj                                             | 3133,8 km   | 3133,8 km              | 3133,8 km              | 3133,8 km                | 3133,8 km   |

## Razvrstitev po klasifikacijah
| Etapa  | Zmagovalec         | Rumena majica ·    | Modra majica ·     | Rdeča majica ·    | Kombinacija ·     | Ekipno           |
| ------ | ------------------ | ------------------ | ------------------ | ----------------- | ----------------- | ---------------- |
| 1      | Liquigas           | Filippo Pozzato    | brez               | brez              | brez              | Liquigas         |
| 2      | Alejandro Valverde | Alejandro Valverde | Alejandro Valverde | Jesús Rosendo     | Egoi Martínez     | Caisse d'Epargne |
| 3      | Tom Boonen         | Daniele Bennati    | Alejandro Valverde | Jesús Rosendo     | Egoi Martínez     | Caisse d'Epargne |
| 4      | Daniele Bennati    | Daniele Bennati    | Daniele Bennati    | Jesús Rosendo     | Paolo Bettini     | Quick-Step       |
| 5      | Levi Leipheimer    | Levi Leipheimer    | Daniele Bennati    | Jesús Rosendo     | Egoi Martínez     | Astana           |
| 6      | Paolo Bettini      | Sylvain Chavanel   | Daniele Bennati    | Jesús Rosendo     | Paolo Bettini     | Astana           |
| 7      | Alessandro Ballan  | Alessandro Ballan  | Daniele Bennati    | Alessandro Ballan | Alessandro Ballan | Astana           |
| 8      | David Moncoutié    | Levi Leipheimer    | Alejandro Valverde | Alessandro Ballan | Alberto Contador  | Astana           |
| 9      | Greg Van Avermaet  | Egoi Martínez      | Alejandro Valverde | David Moncoutié   | Alberto Contador  | Caisse d'Epargne |
| 10     | Sébastien Hinault  | Egoi Martínez      | Greg Van Avermaet  | David Moncoutié   | Alberto Contador  | Caisse d'Epargne |
| 11     | Óscar Freire       | Egoi Martínez      | Greg Van Avermaet  | David Moncoutié   | Alberto Contador  | Caisse d'Epargne |
| 12     | Paolo Bettini      | Egoi Martínez      | Greg Van Avermaet  | David Moncoutié   | Alberto Contador  | Astana           |
| 13     | Alberto Contador   | Alberto Contador   | Greg Van Avermaet  | David Moncoutié   | Alberto Contador  | Caisse d'Epargne |
| 14     | Alberto Contador   | Alberto Contador   | Alberto Contador   | David Moncoutié   | Alberto Contador  | Caisse d'Epargne |
| 15     | David García       | Alberto Contador   | Alberto Contador   | David Moncoutié   | Alberto Contador  | Caisse d'Epargne |
| 16     | Tom Boonen         | Alberto Contador   | Alberto Contador   | David Moncoutié   | Alberto Contador  | Caisse d'Epargne |
| 17     | Wouter Weylandt    | Alberto Contador   | Greg Van Avermaet  | David Moncoutié   | Alberto Contador  | Caisse d'Epargne |
| 18     | Imanol Erviti      | Alberto Contador   | Greg Van Avermaet  | David Moncoutié   | Alberto Contador  | Caisse d'Epargne |
| 19     | David Arroyo       | Alberto Contador   | Greg Van Avermaet  | David Moncoutié   | Alberto Contador  | Caisse d'Epargne |
| 20     | Levi Leipheimer    | Alberto Contador   | Greg Van Avermaet  | David Moncoutié   | Alberto Contador  | Caisse d'Epargne |
| 21     | Matti Breschel     | Alberto Contador   | Greg Van Avermaet  | David Moncoutié   | Alberto Contador  | Caisse d'Epargne |
| Skupaj | Skupaj             | Alberto Contador   | Greg Van Avermaet  | David Moncoutié   | Alberto Contador  | Caisse d'Epargne |

## Končna razvrstitev
| Legenda | Legenda                                    | Legenda | Legenda                                           |
| ------- | ------------------------------------------ | ------- | ------------------------------------------------- |
|         | Predstavlja vodilnega v skupnem seštevku   |         | Predstavlja vodilnega po točkah                   |
|         | Predstavlja vodilnega v gorski razvrstitvi |         | Predstavlja vodilnega v kombinacijski razvrstitvi |

### Rumena majica
| Poz. | Kolesar                  | Ekipa             | Čas         |
| ---- | ------------------------ | ----------------- | ----------- |
| 1    | Alberto Contador (ESP)   | Astana            | 80h 40' 08" |
| 2    | Levi Leipheimer (USA)    | Astana            | + 46"       |
| 3    | Carlos Sastre (ESP)      | CSC–Saxo Bank     | + 4' 12"    |
| 4    | Ezequiel Mosquera (ESP)  | Xacobeo–Galicia   | + 5' 19"    |
| 5    | Alejandro Valverde (ESP) | Caisse d'Epargne  | + 6' 00"    |
| 6    | Joaquim Rodríguez (ESP)  | Caisse d'Epargne  | + 6' 50"    |
| 7    | Robert Gesink (NED)      | Rabobank          | + 6' 55"    |
| 8    | David Moncoutié (FRA)    | Cofidis           | + 10' 10"   |
| 9    | Egoi Martínez (ESP)      | Euskaltel-Euskadi | + 10' 57"   |
| 10   | Marzio Bruseghin (ITA)   | Lampre            | + 11' 56"   |

### Modra majica
| Poz. | Kolesar                  | Ekipa             | Točke |
| ---- | ------------------------ | ----------------- | ----- |
| 1    | Greg Van Avermaet (BEL)  | Silence–Lotto     | 158   |
| 2    | Alberto Contador (ESP)   | Astana            | 137   |
| 3    | Alejandro Valverde (ESP) | Caisse d'Epargne  | 129   |
| 4    | Levi Leipheimer (USA)    | Astana            | 116   |
| 5    | Koldo Fernández (ESP)    | Euskaltel-Euskadi | 88    |
| 6    | Matti Breschel (DEN)     | CSC–Saxo Bank     | 69    |
| 7    | Joaquim Rodríguez (ESP)  | Caisse d'Epargne  | 69    |
| 8    | Sébastien Hinault (FRA)  | Crédit Agricole   | 68    |
| 9    | Ezequiel Mosquera (ESP)  | Xacobeo–Galicia   | 67    |
| 10   | David Moncoutié (FRA)    | Cofidis           | 65    |

### Rdeča majica
| Poz. | Kolesar                  | Ekipa             | Točke |
| ---- | ------------------------ | ----------------- | ----- |
| 1    | David Moncoutié (FRA)    | Cofidis           | 149   |
| 2    | Christophe Kern (FRA)    | Crédit Agricole   | 106   |
| 3    | Alberto Contador (ESP)   | Astana            | 99    |
| 4    | Juan Manuel Gárate (ESP) | Quick-Step        | 89    |
| 5    | Levi Leipheimer (USA)    | Astana            | 65    |
| 6    | Ezequiel Mosquera (ESP)  | Xacobeo–Galicia   | 56    |
| 7    | Joaquim Rodríguez (ESP)  | Caisse d'Epargne  | 51    |
| 8    | Alejandro Valverde (ESP) | Caisse d'Epargne  | 48    |
| 9    | Iñigo Landaluze (ESP)    | Euskaltel-Euskadi | 46    |
| 10   | Maarten Tjallingii (NED) | Silence–Lotto     | 43    |

### Bela majica
| Poz. | Kolesar                  | Ekipa            | Čas |
| ---- | ------------------------ | ---------------- | --- |
| 1    | Alberto Contador (ESP)   | Astana           | 6   |
| 2    | Levi Leipheimer (USA)    | Astana           | 11  |
| 3    | Alejandro Valverde (ESP) | Caisse d'Epargne | 16  |
| 4    | Ezequiel Mosquera (ESP)  | Xacobeo–Galicia  | 19  |
| 5    | David Moncoutié (FRA)    | Cofidis          | 19  |
| 6    | Joaquim Rodríguez (ESP)  | Caisse d'Epargne | 20  |
| 7    | Carlos Sastre (ESP)      | CSC–Saxo Bank    | 26  |
| 8    | Robert Gesink (NED)      | Rabobank         | 41  |
| 9    | David Arroyo (ESP)       | Caisse d'Epargne | 50  |
| 10   | Juan Manuel Gárate (ESP) | Quick-Step       | 58  |

### Ekipna razvrstitev
| Poz. | Ekipa             | Čas          |
| ---- | ----------------- | ------------ |
| 1    | Caisse d'Epargne  | 241h 20' 38" |
| 2    | Euskaltel-Euskadi | + 39' 22"    |
| 3    | CSC–Saxo Bank     | + 39' 35"    |
| 4    | Astana            | + 42' 01"    |
| 5    | Xacobeo–Galicia   | + 51' 31"    |
| 6    | Lampre            | + 1h 14' 51" |
| 7    | Rabobank          | + 1h 17' 22" |
| 8    | Ag2r-La Mondiale  | + 1h 27' 42" |
| 9    | Crédit Agricole   | + 1h 28' 56" |
| 10   | Silence–Lotto     | + 1h 42' 42" |